# Лайари
Лайари (англ. Lyari Town) — техсил расположенный в центральной части пакистанского города Карачи, столицы провинции Синд. Лайари самый маленький по площади техсил Карачи, но и самый густонаселённый техсил города.

## Географическое положение
Техсил граничит с Синдской торгово-промышленной зоной вдоль реки Лаяри на севере, с Джамшедом и Саддаром на востоке, с Кайамари вдоль главного порта Карачи на западе. Техсил состоит из 11 союзных советов.

## Населения
В 1998 году население техсила составляло 607,992 человек.

## Власть
- Назим — Мехмуд Хашим
- Наиб назим — Абдуллах Рахим Балуч
- Администратор — Кхуршид Али